# خودکشی باکره‌ها (فیلم)
خودکشی باکره‌ها (انگلیسی: The Virgin Suicides) فیلمی درام به کارگردانی سوفیا کوپولا و تهیه‌کنندگی پدرش فرانسیس فورد کوپولا است که در سال ۱۹۹۹ منتشر شد. در این فیلم بازیگرانی همچون جیمز وودز، کاتلین ترنر، کیرستن دانست، جاش هارتنت و ای. جی. کوک به ایفای نقش پرداخته‌اند.

## داستان
گروهی از پسرانی که با یکدیگر دوست هستند به چند خواهر مرموز که در خانوادهٔ خشک و مذهبیشان به شدت تحت مراقب هستند علاقه‌مند می‌شوند. در تابستان جوان‌ترین خواهر سیسیلیا در حمام اقدام به خودکشی و بریدن رگ مچ دستش می‌کند. سپس والدینش برای اینکه حال او بهتر شود او را به یک پارتی از قبل تعیین شده سوق می‌دهند و در این حال سیسیلیا برای دومین بار با پریدن از پنجرهٔ اتاق خواب طبقه دوم و برخورد به میله‌های حصار آهنی جان خود را از دست می‌دهد.

## بازیگران
- جیمز وودز
- کاتلین ترنر
- کیرستن دانست
- جاش هارتنت
- ای. جی. کوک
- میکیل پاری
- هنا آر هال
- اسکات گلن
- دنی دویتو
- جاناتان توکر
- جووانی ریبیسی
- هایدن کریستنسن
- رابرت کوپولا شوارتزمن